# Aluminium-Werke Wutöschingen

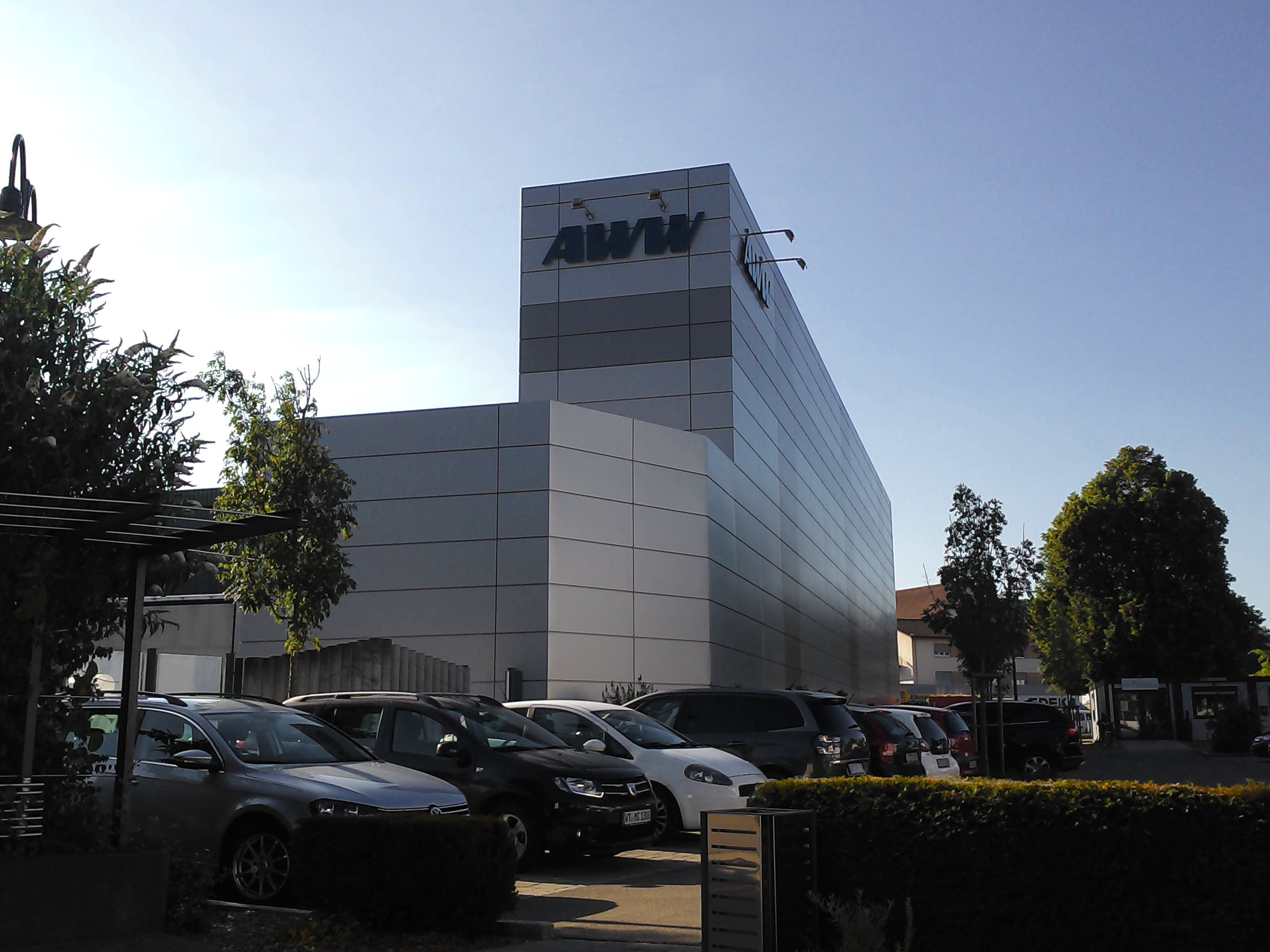
Das Aluminiumwerk prägt das Ortsbild von Wutöschingen

Die Aluminium-Werke Wutöschingen (AWW) sind ein Industrieunternehmen der Aluminiumverarbeitung in Wutöschingen im Landkreis Waldshut in Baden-Württemberg.
Der erste Betrieb wurde 1904 von Fritz Burr errichtet, 1909 ist ein Walzwerk nachgewiesen, das Burr 1914 an Georg Giulini verkaufte, dessen Nachfahren, die Familie Freiherr von Salmuth, das Unternehmen heute noch in der 5. Generation im Aufsichtsrat repräsentieren.

## Gründung
Die Voraussetzung für eine Errichtung von metallverarbeitenden Betrieben in der fortgeschrittenen Industrialisierung war die Energieversorgung, die in ländlichen Regionen traditionell die Wasserkraft liefern konnte.

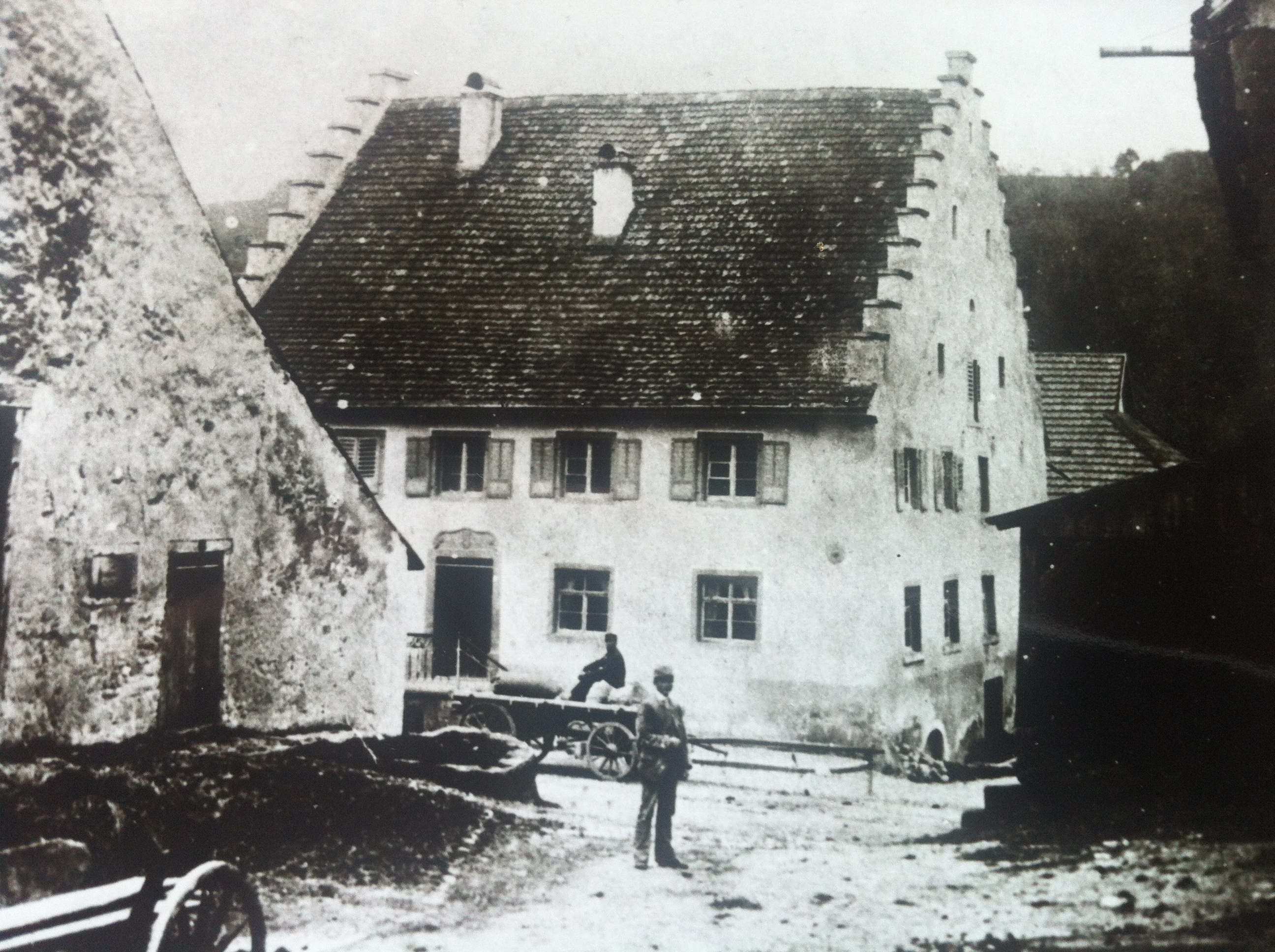
Die Mahlmühle vor dem Kauf durch Burr

### Vorgeschichte und Gründung
„Am 17. Juni 1902 kaufte Fritz Burr, Ingenieur beim Luftschiffbau des Grafen Ferdinand von Zeppelin mit dessen Hilfe von Familie Ofteringer die zu Wutöschingen seit Jahrhunderten stehende Mühle […]. Nebst der aufblühenden Aluminiumerzeugung in Neuhausen und Rheinfelden mag es die wertvolle Wasserkraft gewesen sein, welche zum Kauf der Wutöschinger Mühle Anlaß gab. Man hatte offenbar die Belieferung der Zeppelinwerke mit Aluminiumblech im Auge.“

Die Aluminiumherstellung war anfangs noch nicht ausgereift, sodass Burr 1902 eine Metallgießerei gründete und Messing- und Rotgussteile herstellte. 1904 wurde auch Aluminiumguss möglich und Zeppelin stellte für den Bau eines Walzwerks 40.000 Mark zur Verfügung. Um das Rohmaterial in Form von Aluminiumbändern zu erhalten, annoncierte Fritz Burr in einer Fachzeitschrift. Die Firma Gebrüder Giulini versuchte daraufhin, Burr für ein Walzwerk in Ludwigshafen zu gewinnen. Erst nach langen Verhandlungen war Graf Georg Giulini bereit, den Ausbau des Werks in Wutöschingen zu unterstützen. 1909/10 entstand das modernisierte Aluminiumwalzwerk an der Wutach unter dem Namen Burrs. Es hatte zunächst eine Belegschaft von 60 bis 70 Mann.
Zur Einrichtung einer zweiten elektrischen Walzenstraße finanzierte Giulini 1912 eine elektrische Freileitung von Waldshut nach Wutöschingen, die aus Aluminium hergestellt wurde. 1913 lag die Monatsproduktion bei 60 Tonnen in Form von Aluminiumblechen und -ronden, Essbesteck und Gehäuseteile für die Elektroindustrie. Das Rohmaterial lieferte Giulini und in seiner Hand lagen auch Verwaltung und Verkauf.

### Verkauf und Kriegsproduktion
Am 1. Mai 1914 ging das Werk durch Kauf von Fritz Burr an Georg Giulini über und wurde in Aluminiumwalzwerk Wutöschingen GmbH, Sitz Mannheim umfirmiert. Bei Ausbruch des Ersten Weltkrieges im Sommer 1914 beschäftigte das Werk 120 Arbeiter. Während des Krieges stagnierte der Betrieb. Das Walzwerk stand still. Die nicht zum Kriegsdienst eingezogene Belegschaft stellte ausschließlich Granatzünder her.

## Zwischenkriegszeit
Mit 200 Mitarbeitern begann 1919 die zivile Produktion erneut, die Walzwerkshalle erhielt drei Seitenhallen mit sechs neuen Bandwalzwerken, 1920 eine 15-t-Krananlage, zwei Trafostationen mit 1.500 kW und weitere Gebäude. Die Werkfeuerwehr wurde gegründet. Die Marke Aludur wurde international eingetragen. 1921 wurden Werkswohnungen für sechs Arbeiterfamilien (Degernauerstraße) und ein Siedlungshaus für leitende Angestellte fertiggestellt. 1922 wurde die sogenannte „Aldurhalle“ aufgebaut.
Als Folge der Geldentwertung ruhte die Produktion in den Jahren 1924 und 1925 zeitweise und wurde dann mit der Herstellung von gemusterten Aluminiumblechen wieder aufgenommen. Unter Direktor Willi Knauerhase wurde die Verwaltung 1926 in der Wutöschinger Werk verlegt. Im gleichen Jahr schoss Giulini 300.000 Schweizer Franken zu, um den Werksbetrieb aufrechtzuerhalten. 1927 wurde der Jahresumsatz um fast 70 % gegenüber dem Vorjahr von 1.373 t. auf 2.337 t. gesteigert und die Cupal-Produktion aufgenommen. 1928 übernahm Willy Knauerhase die Funktion eines zweiten Geschäftsführer und eine Werkszeitung wurde herausgegeben. 1929 erreicht AWW mit 3.198 t den höchsten Materialumsatz der 20er-Jahre. Damit bestritt AWW 9 % der Gesamtproduktion von Halbzeug im deutschen Reichsgebiet.

### Weltwirtschaftskrise
1930 ging der Materialumsatz erneut zurück. AWW wendete sich der Produktion für die Flugzeugindustrie zu. Nach Zulassung der patentrechtlich geschützten Aldur-Bleche begann die Planung von Anlagen für deren Produktion.
Zu 1931 protokollierte Timmermann:

„Höhepunkt der Weltwirtschaftskrise: 7 Millionen Arbeitslose im Reichsgebiet, Notverordnungen der Regierung, zeitweise Schließung der Banken, Deflation, Zusammenbruch des englischen Pfundes (damals Weltleitwährung) auf 60 % seiner bisherigen Notierung. Dieses letztere Ereignis bringt AWW schlagartig fast um seinen gesamten Export, nachdem der Inlandsmarkt schon auf ein Minimum reduziert war, das Werk nicht rentabel weitergeführt werden konnte. Einem großen Teil der Belegschaft – vor allem den jüngeren Mitarbeitern – mußte vorsorglich gekündigt werden. Anfang des Jahres brannte es im Kantinen- bzw. Bürogebäude.“

1932 wurden als Folge von Einsparungen und Kostensenkungen sowie staatlichen Exportsubventionen Kündigungen von Mitarbeitern teilweise zurückgenommen. Am 15. April 1932 starb Gesellschafter-Geschäftsführer Wilhelm Giulini.

### Zeit des Nationalsozialismus
Am 28. Januar 1933 wurde Mitgesellschafter Curt von Salmuth zum ersten Geschäftsführer der AWW ernannt. Im gleichen Jahr folgten Werkserweiterungen, der Jahresumsatz erreichte 2.761 t, die Zahl der Beschäftigten 240. Bis 1937 entstanden unter anderem eine Kantine, ein Gemeinschaftshaus mit einem Festsaal für 1.000 Personen und eine Kegelbahn und zwei Tennisplätze. Dies sollte dazu dienen, Personal am entlegenen Weksstandort zu halten.

„wie viele andere Betriebe im damaligen Deutschland konnte auch das Wutöschinger Werk sich nicht der allgemeine Gleichschaltung entziehen, der alle gesellschaftlichen, politischen und wirtschaftlichen Bereiche während der Nazizeit unterworfen wurden. Auf Befehl des Militärs wurde das Werk in die Kriegsindustrie eingebunden und zu einem der wichtigsten Zulieferer der Rüstungsindustrie. Der dadurch ausgelöste Boom – man produzierte u.a. Aluminiumbleche und Aluminium-Ronden für Flugzeuge und V2-Raketen – brachte die Produktivität des Werkes an die Grenze seiner Leistungsfähigkeit. Er war ohne den Einsatz ausländischer Zwangsarbeiter und Kriegsgefangener nicht zu bewältigen.“

1940 wurden Arzträume eingerichtet. Spätestens 1942 bestand ein Wohnheim für „Fremdarbeiter“. Geschäftsführer Salmuth, der 1934 Mitglied der Sturmabteilung geworden war, trat 1941 in die NSDAP ein. Bis 1944 wurden ein neues Umschmelzwerk, ein Legierungswalzwerk und ein Luftschutzstollen für 1.500 Personen fertiggestellt.
Für Januar 1942 ist ein Kontingent von 150 sowjetischen Kriegsgefangenen nachgewiesen, die das Werk angefordert hatte. Der Anteil der Zwangsarbeiter und Kriegsgefangenen an der Belegschaft stieg von 36,6 % im November (= 432 Personen) 1942 auf 50,5 % (= 754 Personen) im Juli 1944 an.
Während des Krieges kam es lediglich zu einem kleineren Gebäudeschaden durch eine Fliegerbombe.

### Kriegsende
In der letzten Kriegsphase wurde am 4. April 1945 die Arbeitszeit von drei auf zwei Schichten reduziert. Am 21. April wurde der Betrieb ganz stillgelegt. Beschäftigte Ausländer und Kriegsgefangene – insgesamt 980 Personen – wurden über Stühlingen in Richtung Schweiz geschickt. Schweizer Aufzeichnungen des Füsilier Bataillon 84 der 7. Division, die im Raum Schaffhausen lag, bestätigen diese Angaben. Eine Wachtpostenmeldung (Kompanie II/79) von der Grenzstelle Wunderklingen berichtet vom Anmarsch von rund 800 russischen unbewaffneten Zwangsarbeitern, die von den Deutschen in der Gegend von Wutöschingen entlassen worden seien. Ein Übertritt wurde nicht gestattet und die Gruppe von einem deutschen Soldaten in Richtung Stühlingen geführt. Vom Grenzübergang Stühlingen-Schleitheim (Oberwiesen) berichtet ein Nachrichtenoffizier des Bataillons 84 von einer großen Gruppe von Gefangenen und Fremdarbeiter, die von den Deutschen nach Stühlingen und dann durch deutsche Grenzer an die Übergangsstelle geführt worden seien. Daraufhin schlossen die Schweizer um 20:30 Uhr die Grenze, um am Sonntagmittag die Wartenden gruppenweise einzulassen. Die Werksleitung gab später an, die Ausländer mit eigenen Lastkraftwagen an die Schweizer Grenze nach Stühlingen-Schleitheim gebracht zu haben und die dort wartenden ehemaligen Beschäftigten aus der eigenen Küche Verpflegung geliefert zu haben.
Am 25. April 1945 übernahmen französische Panzerspitzen in Wutöschingen kampflos, das Werk blieb zunächst unbesetzt. Es handelte sich um die schnell vorstoßende 3. Kampfgruppe der 9. Kolonialen Infanteriedivision der Ersten französischen Armee.
Siehe auch: Tempo-Vorstoß am Hochrhein

## Besatzungszeit
Am 21. Juni 1945 erteilte die Handelskammer Konstanz im Auftrag der Militärregierung die Erlaubnis zur Wiederaufnahme der Produktion bei AWW. […] Am 21. August begann der Werksbetrieb. (Timmermann, 40). Wenige Tage später wurde die deutschlandweite alliierte Produktionsverbot für Aluminum gültig. Eine Demontage entsprechender Anlagen wurde angekündigt (Timmermann, 31). Daher besetzte im Juli 1945 eine Kompanie das Werksgelände, das damit als beschlagnahmt galt. Die Werksleitung wurde verhaftet. Der Werksleitung wurde die Erschießung zweier sowjetischer Kriegsgefangener vorgeworfen sowie die ungenügende Verpflegung und sanitäre Betreuung der Zwangsarbeiter, ihre zu langen Arbeitszeiten und die Misshandlung von Arbeitern.
Die Demontage wurde im Oktober 1945 mit dem Befehl zur Ablieferung der Metallbestände eingeleitet. Zudem wurde eine Reparaturwerkstatt für französische Militärfahrzeuge mit deutschen Arbeitern eingerichtet. AWW wurde unter französische Sequesterverwaltung gestellt. Im Februar 1946 begann die Demontage des Legierungswalzwerkes, im Juni 1947 der Abbau des Umschmelzwerks. Die damit beauftragten deutschen Arbeitskräfte verweigerten teilweise die Arbeit und wurden gefangen gesetzt oder zum bereits wieder unter französischer Leitung produzierenden Walzwerk Singen dienstverpflichtet. (Timmermann, 32 f.).
Den Widerstand gegen die Demontage schilderte von Salmuth in seiner Rede 1964 zum 50-jährigen Firmenjubiläum:

„Es folgte ein monatelanger ober- und unterirdischen Kampf mit Eingaben, endlosen Besprechungen, oft täglichen Vorstellungen bei allen in Betracht kommenden deutschen und alliierten zivilen und militärischen Dienststellen. Der französische Kommandierende General der Besatzungsbehörde wurde ebenso bemüht, wie der südbadische Ministerpräsident Wohlleb. Alles ohne Erfolg! Als sich aus den Verhandlungen des alliierten Kontrollrates in Berlin abzeichnete, daß die Amerikaner wegen der damit verbundenen Gefahr weitgehender Arbeitslosigkeit mit der Demontage der deutschen Industrie im Prinzip nicht einverstanden waren, [… und] die Demontage von Wutöschingen durch den Kontrollrat untersagt wurde […] hatte diese Anweisung bei der französischen Militärregierung die ganz gegenteilige Wirkung, nämlich die, daß die Demontage nun erst recht beschleunigt wurde.“

## Neubeginn
Im Verlauf des Jahres 1945 begann die Produktion von Kochtöpfen und Küchengeräten. Am 30. Oktober 1948 wurden die Zwangsmaßnahmen weitgehend aufgehoben und das Werk wieder aufgebaut. Es waren wieder 558 Arbeiter beschäftigt. Die Herstellung von neuem Aluminium war jedoch noch untersagt. Das Unternehmen errichtete in Ludwigshafen eine Glashütte, die Glasbehälter produzierte, die in Wutöschingen mit Aluhüllen ummantelt wurden. Diese Thermogeräte wurden unter der Bezeichnung Supertherm durch die neugegründete Vertriebsfirma Oberbadische Industriewerke für Glas, Metall und Kunststoff GmbH verkauft.
Nachdem 1949 das generelle Aluminiumverbot aufgehoben wurde, verbürgte die Badische Landesregierung noch im selben Jahr einen Kredit zur „Errichtung eines ‚Aluminium-Strangpresswerkes‘ in Zusammenarbeit mit der Firma Karl Altenburger KG, Jestetten.“ Anstelle des kostspieligen Walzwerks sollte ein Presswerk entstehen. Das Werk wurde am 25. Mai 1950 als Aluminium-Presswerk Wutöschingen GmbH (APW) ins Handelsregister eingetragen. Die Strangpressenerzeugnisse erreichten in der Folge 50 % des Aluminiumhalbzeugs (1973). 1950 wurde zu der Kokillengießerei noch eine Sandgussanlage errichtet. Ab 1953 erfolgte die Großfertigung von Butzen.
Die firmenrechtliche Zweiteilung in AWW und APW wurde 1954 in der Fusion von APW und AWW unter dem geänderten Namen Aluminium-Werke Wutöschingen (AWW) beendet. (Chronik, S. 54.)
Von 1973 bis 2000 wurde die Eignerfamilie von Wigand von Salmuth und Sigismund von Salmuth (1928–2018) im Unternehmen vertreten, heute durch Johannes von Salmuth (Vorsitzender) und Gebhard von Salmuth im Aufsichtsrat.

### Ausweitung in der Region
Die Weiterverarbeitung und Entwicklung neuer Techniken führte zur Gründung und Ansiedlung weiterer Firmen, die Produkte weiterverarbeiten und veredeln. Dazu zählen die Eloxalwerke und Pulverbeschichtungsanlagen bei Horheim und Lauchringen. Als weiteres Geschäftsfeld kam der Großhandel mit Profilen und Werkteilen hinzu.

### Projekt „AWW 2025“
Anfang 2019 stellte AWW Erweiterungspläne unter dem Namen „AWW 2025“ vor. In diesem Rahmen wurde im November 2020 eine neue Strangpresslinie in Betrieb genommen. Vorausgegangen war die Erweiterung der Weiterverarbeitungs- und Logistikapazitäten sowie die Modernisierung der vorhandenen Anlagen. Die Gesamtinvestition in diese erste Phase des Programms betrug rund 20 Millionen Euro.
Als weiterer Ausbauschritt ist der Neubau einer Systemkomponenten-CNC-Produktionshalle anstelle von Gebäuden mit ehemaligen Werkswohnungen geplent. Kalkuliert für die Halle sind 3,7 Millionen Euro.
- Die Aluminiumwerke Wutöschingen sind Mitgliedsbetrieb bei Südwestmetall.